# Dipartimento dell'Altopiano
Il dipartimento dell'Altopiano (ufficialmente département du Plateau in francese) è uno dei 12 dipartimenti del Benin, situato nella parte sudoccidentale del paese con 461 714 abitanti (stima 2006). Fu istituito nel 1999 dopo la spartizione dei sei precedenti dipartimenti negli odierni dodici.

## Comuni
Il dipartimento è diviso nei comuni di:
- Ifangni
- Adja-Ouèrè
- Kétou
- Pobè
- Sakété